# 大井镇 (会泽县)
大井镇，是中华人民共和国云南省曲靖市会泽县下辖的一个镇。

## 行政区划
大井镇下辖以下地区：
井田社区、色关村、大水村、尖山村、里可村、芦坪村、银坪村、蚂蟥塘村、刘家山村、双车村、木厂村、马鞍村、盐塘村、黄梨村、仓房村、治补村和德白村。